# Цебрикове
Цебрикове (на украински: Цебрикове) е селище от градски тип в Южна Украйна, Роздилнянски район на Одеска област. Основано е през 1819 година. Населението му е около 2934 души.